# Chavonne
Chavonne ist eine französische Gemeinde mit 210 Einwohnern (Stand: 1. Januar 2022) im Département Aisne in der Region Hauts-de-France (frühere Region: Picardie). Sie gehört zum Arrondissement Soissons, zum Kanton Fère-en-Tardenois und zum Gemeindeverband Val de l’Aisne.

## Geographie
Die Gemeinde Chavonne mit dem Ortsteil Le Rhu liegt an der Aisne am Südabhang des Höhenzuges Chemin des Dames, 21 Kilometer östlich von Soissons. Nachbargemeinden von Chavonne sind Ostel im Norden, Soupir im Osten, Cys-la-Commune im Süden, Presles-et-Boves im Südwesten und Vailly-sur-Aisne im Westen.

## Bevölkerungsentwicklung
| Jahr                       | 1962 | 1968 | 1975 | 1982 | 1990 | 1999 | 2006 | 2014 | 2021 |
| Einwohner                  | 145  | 129  | 139  | 150  | 153  | 182  | 187  | 205  | 207  |
| Quellen: Cassini und INSEE |      |      |      |      |      |      |      |      |      |

## Sehenswürdigkeiten
- Kirche Saint-Laurent
- Gefallenendenkmal (Monument aux morts), 2006 bis 2007 erneuert

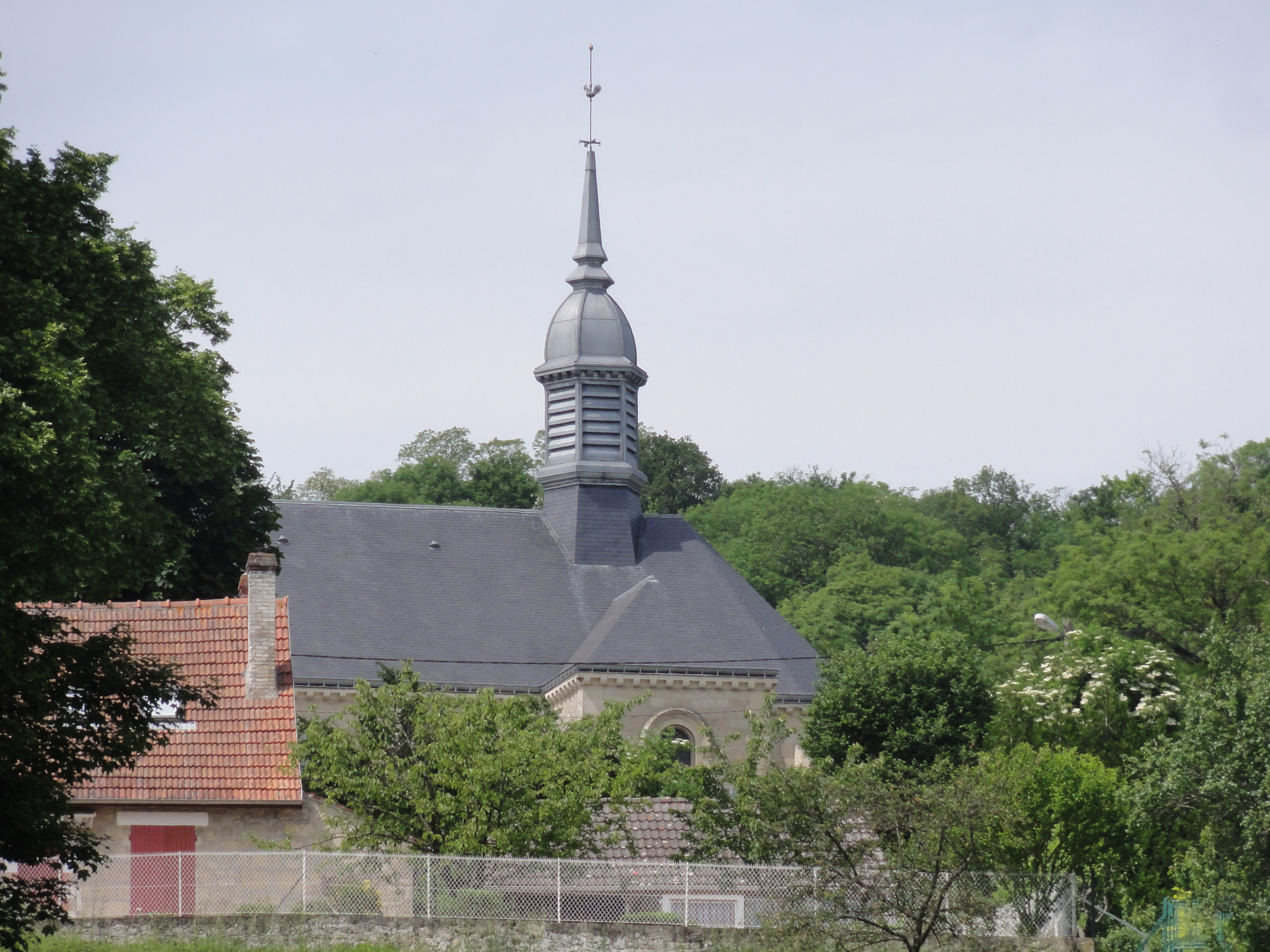
Kirche Saint-Laurent
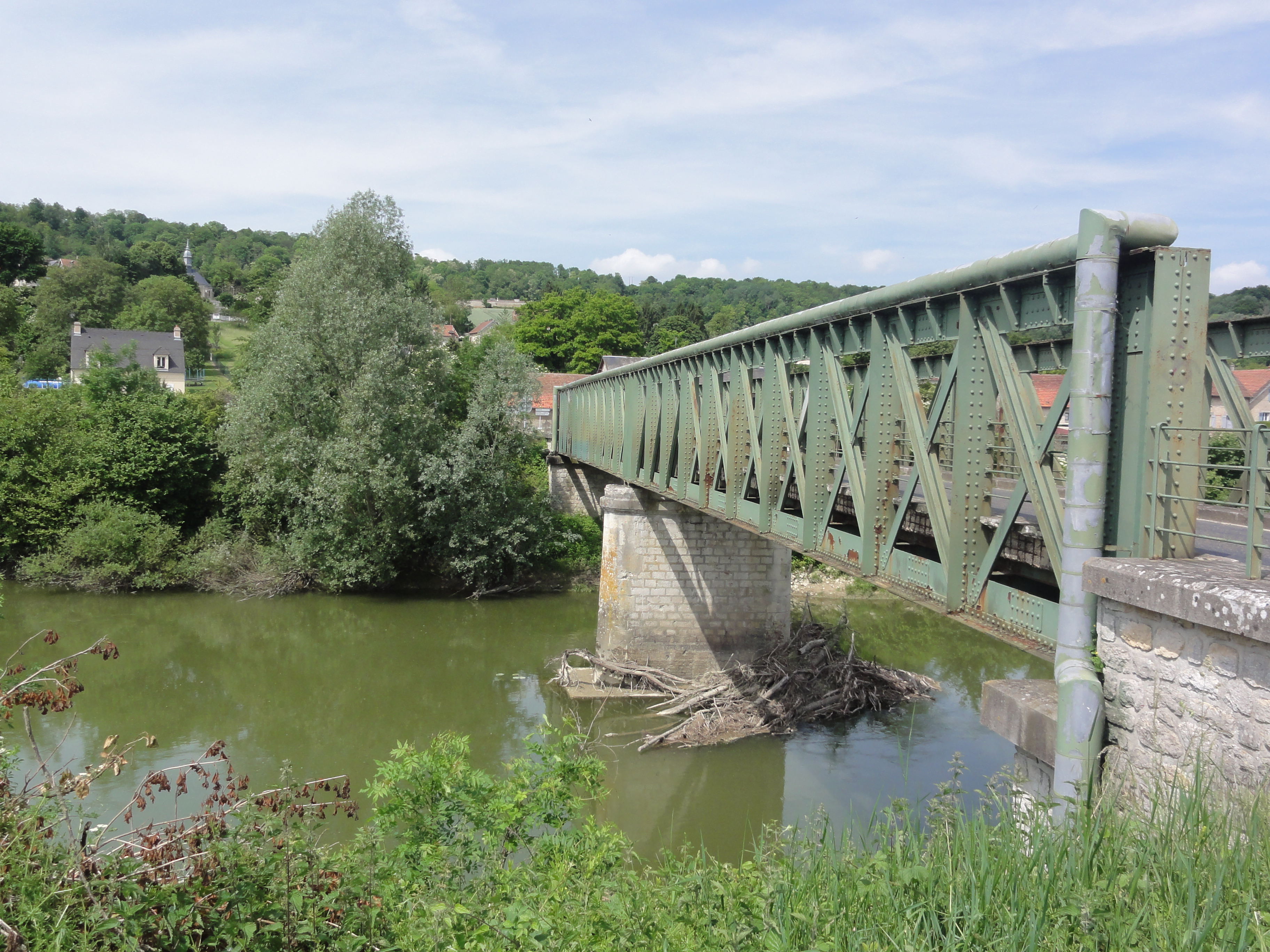
Brücke über die Aisne
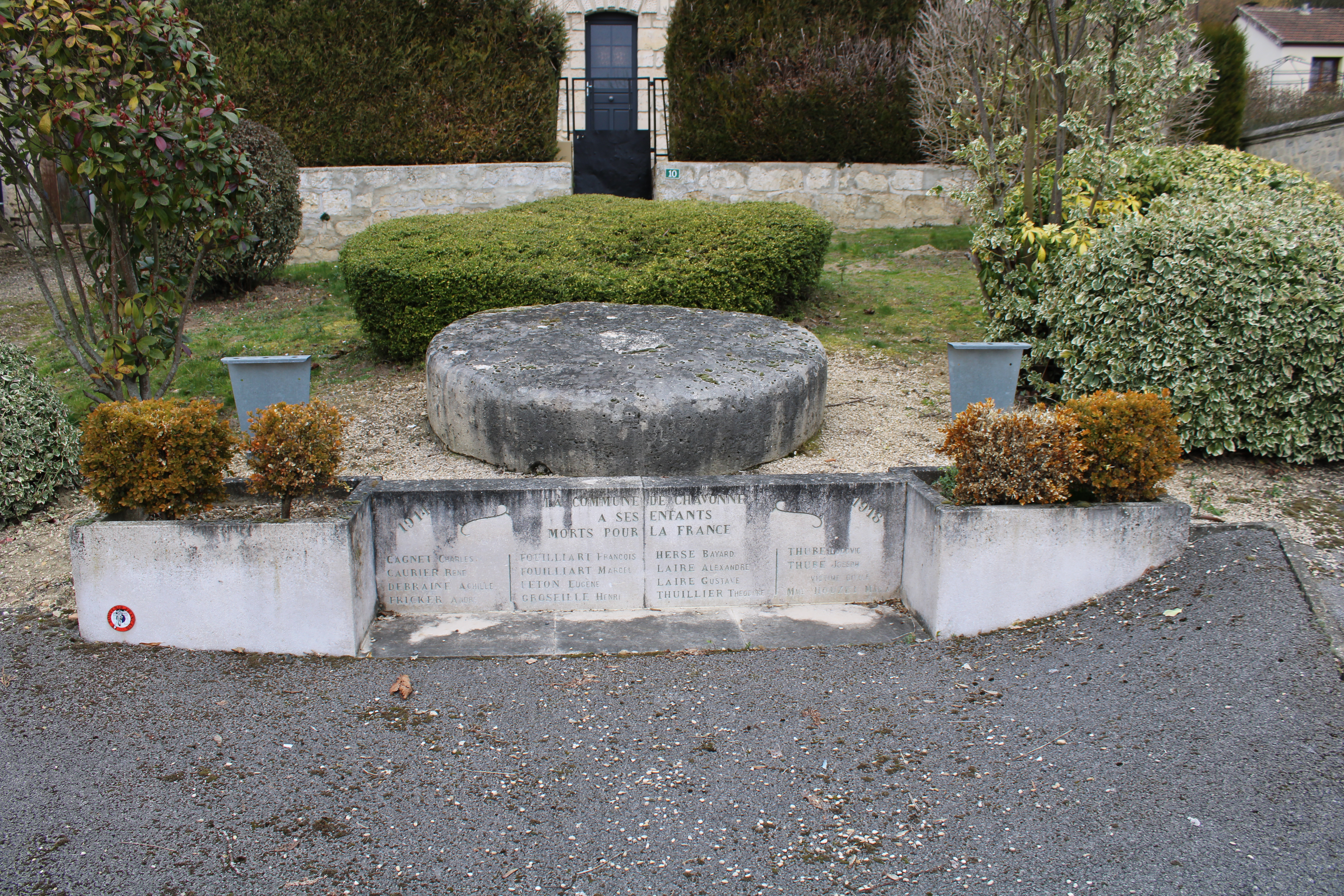
Gefallenendenkmal